# Lacul Mozacu
Lacul Mozacu este un lac de acumulare din județul Argeș, în partea de sud a județului.